# Coupe du Liechtenstein de football 2015-2016
Navigation
Édition précédente Édition suivante
La coupe du Liechtenstein 2015-2016 de football est la 71e édition de la Coupe nationale de football, la seule compétition nationale du pays en l'absence de championnat. Le vainqueur de la compétition se qualifie pour le premier tour préliminaire de la Ligue Europa 2016-2017. Elle débute le 25 août 2015 et se conclut en mai 2016, jour de la finale disputée au Rheinpark Stadion de Vaduz. Les sept équipes premières du pays ainsi que plusieurs équipes réserves de ces clubs, soit dix-sept équipes au total, s'affrontent dans des tours à élimination directe. 
C'est une nouvelle fois le FC Vaduz qui remporte la compétition, après avoir facilement battu le FC Schaan en finale, avec une victoire record sur le score de onze buts à zéro. C'est le 44e succès de Vaduz en Coupe alors que le FC Schaan dispute la treizième finale de son histoire, la première depuis son dernier titre en 1994.

## Premier tour
Le premier tour concerne les équipes réserves ainsi que les clubs du FC Schaan, du FC Balzers, du FC Ruggell et du FC Triesen.
| Date         | Équipe 1          | Résultat | Équipe 2             |
| ------------ | ----------------- | -------- | -------------------- |
| 25 août 2015 | FC Triesen II     | 1 - 3    | FC Balzers II        |
| 25 août 2015 | FC Balzers III    | 0 - 6    | FC Schaan            |
| 25 août 2015 | FC Triesenberg II | 0 - 5    | USV Eschen/Mauren II |
| 26 août 2015 | FC Triesen        | 1 - 4    | FC Balzers           |
| 26 août 2015 | FC Schaan Azzurri | 0 - 3    | FC Ruggell           |

## Deuxième tour
Le deuxième tour voit l'entrée en lice de l'USV Eschen/Mauren III, du FC Ruggell II et du FC Schaan III.
| Date              | Équipe 1              | Résultat | Équipe 2             |
| ----------------- | --------------------- | -------- | -------------------- |
| 15 septembre 2015 | FC Ruggell II         | 3 - 0    | USV Eschen/Mauren II |
| 16 septembre 2015 | FC Schaan             | 4 - 2 ap | FC Balzers           |
| 30 septembre 2015 | FC Schaan III         | 0 - 3    | FC Ruggell           |
| 30 septembre 2015 | USV Eschen/Mauren III | 1 - 4    | FC Balzers II        |

## Quarts de finale
Les quarts de finale voient l'entrée en lice des demi-finalistes de l'édition précédente : le FC Vaduz, l'USV Eschen/Mauren, le FC Triesenberg et le FC Vaduz U23.
| Date            | Équipe 1      | Résultat | Équipe 2          |
| --------------- | ------------- | -------- | ----------------- |
| 27 octobre 2015 | FC Ruggell II | 0 - 6    | USV Eschen/Mauren |
| 3 novembre 2015 | FC Ruggell    | 0 - 4    | FC Vaduz          |
| 3 novembre 2015 | FC Balzers II | 1 - 0    | FC Vaduz U23      |
| 3 novembre 2015 | FC Schaan     | 3 - 2    | FC Triesenberg    |

## Demi-finales
Les équipes qualifiées à ce stade de la compétition commenceront la prochaine édition directement en quart de finale.  
| Date         | Équipe 1          | Résultat        | Équipe 2  |
| ------------ | ----------------- | --------------- | --------- |
| 5 avril 2016 | USV Eschen/Mauren | 1 - 2           | FC Vaduz  |
| 6 avril 2016 | FC Balzers II     | 2 - 2 3 - 5 tab | FC Schaan |

## Finale
| 4 mai 2016 | FC Vaduz | 11 - 0 | FC Schaan | Rheinpark Stadion, Vaduz                      |                                               |
| 18:30      | Caballero 11e, 13e, 45e, 78e · Avdijaj 20e · Borgmann 30e · Messaoud 43e · Sutter 68e, 85e · Schürpf 81e · Hasler 90e |        |           | Spectateurs : 1 298 Arbitrage : Nikolaj Hänni | Spectateurs : 1 298 Arbitrage : Nikolaj Hänni |